# Athysanus quadrum
Athysanus quadrum är en insektsart som beskrevs av Karl Henrik Boheman 1845. Athysanus quadrum ingår i släktet Athysanus och familjen dvärgstritar. Arten är reproducerande i Sverige. Utöver nominatformen finns också underarten A. q. macropterus.